# Zosterops strenuus
Zosterops strenuus е изчезнал вид птица от семейство Zosteropidae.

## Разпространение
Видът е бил разпространен в Австралия.